# Бікс Бейдербек
Бі́кс Бейдербе́к (англ. Bix Beiderbecke, 10 березня 1903 — 6 серпня 1931) — американський джазовий музикант, трубач і композитор. Справжнє ім'я Леон Бісмарк Бейдербек. Романтичний соліст в оркестрах Кінга Олівера, Луї Армстронга і Пола Вайтмена. Бейдербек був першим визнаним білим джазовим новатором. Свою музику він писав під впливом таких композиторів як Дебюссі, Равеля і Стравінського.
На честь композитора названо астероїд 23457 Бейдербек.

## Інтернет-ресурси
- Bix Beiderbecke Resources: A Bixography
- Bix Beiderbecke Resources: A Creative Aural History Thesis – A series of nineteen one-half-hour radio programs from 1971. Includes interviews with Frank Trumbauer, Louis Armstrong, Gene Krupa, Eddie Condon, Bing Crosby, Hoagy Carmichael, and Bix's brother Charles "Burnie" Beiderbecke
- "Davenport Blues" [Архівовано 31 березня 2022 у Wayback Machine.] via YouTube - An mp3 of Beiderbecke's first recording under his own name.
- "Bixology" (an excerpt) by Brendan Wolfe, Jazz.com.
- Twelve Essential Bix Beiderbecke Performances by Brendan Wolfe, Jazz.com.
- Bix Beiderbecke Memorial Society
- All That Jazz: Bix Beiderbecke.
- Bix Beiderbecke 1903–1931 [Архівовано 31 березня 2022 у Wayback Machine.] at Red Hot Jazz Archive
- Bix Beiderbecke recordings at the Discography of American Historical Recordings.
- Bix Beiderbecke Museum & Archives [Архівовано 18 квітня 2022 у Wayback Machine.]